# Léon Marchand
Pour les articles homonymes, voir Marchand.
Léon Marchand, né le 17 mai 2002 à Toulouse (Haute-Garonne), est un nageur français spécialiste des épreuves quatre nages, brasse et papillon.
Depuis 2022, il détient les records de France du 200 mètres quatre nages, du 200 mètres papillon, du 200 mètres brasse et, depuis 2019, du 400 m quatre nages. La même année, il devient champion du monde et recordman d'Europe du 400 m quatre nages, champion du monde du 200 m quatre nages et vice-champion du monde du 200 m papillon.
Lors des championnats du monde de natation 2023 qui se déroulent à Fukuoka, au Japon, il conserve ses titres sur le 400 m quatre nages en battant, en 4 min 2 s 50 centièmes, le record du monde de l'Américain Michael Phelps, puis sur le 200 m quatre nages, battant le record d'Europe du Hongrois László Cseh en 1 min 54 s 82 centièmes. Il s'impose également sur le 200 m papillon. Il est le premier nageur français à s'adjuger trois titres individuels dans les mêmes mondiaux et à gagner six médailles d'or en tout. Lors des  championnats du monde de natation 2025  à Singapour, il établit en demi-finale un nouveau record du monde du 200 m quatre nages  (1 min 52 s 69 centièmes) avant de remporter le lendemain le titre sur la distance pour la troisième fois consécutive. 
Au cours des Jeux olympiques d'été de 2024 à Paris, il remporte la médaille d'or sur le 400 m quatre nages et établit un nouveau record olympique en 4 min 2 s 95 centièmes, en éclipsant le record olympique précédemment détenu par Michael Phelps. Il confirme avec deux autres titres olympiques sur 200 m papillon (en battant le record olympique en 1 min 51 s 21 centièmes) et 200 m brasse (en battant également le record olympique en 2 min 5 s 85 centièmes), remportés le même jour à moins de deux heures d'écart, un exploit inédit aux Jeux olympiques. Il remporte un quatrième titre individuel en 200 m quatre nages (il établit un nouveau record olympique en 1 min 54 s 6 centièmes), un exploit précédemment accompli seulement par les Américains Mark Spitz et Michael Phelps. Il obtient également une médaille de bronze avec l'équipe de France lors du relais 4 × 100 m quatre nages masculin. Léon Marchand, avec ses quatre médailles d'or, est l'athlète le plus titré de cette édition olympique. Lors de la cérémonie de clôture de ces Jeux, il est désigné pour récupérer la flamme olympique et éteindre la vasque.
Le 14 septembre 2024, il est fait chevalier de l'ordre national de la Légion d'honneur.

## Biographie

### Enfance et débuts
Né le 17 mai 2002 à Toulouse, en Haute-Garonne, Léon Marchand est le fils des nageurs Xavier Marchand, finaliste olympique en 1996 et 2000, et Céline Bonnet, olympienne en 1992. Cette famille de nageurs est complétée par son oncle Christophe Marchand, nageur olympique en 1988 et 1992, ainsi que son jeune frère Oscar.
Le jeune Léon s'initie d'abord au judo — il vit à côté d'un dojo — puis au rugby à XV et, s'il n'est pas poussé à la natation par ses parents, il se trouve très vite à l'aise dans l'eau à la piscine Alfred-Nakache au sein du club des Dauphins du TOEC où il prend sa première licence à la Fédération française de natation à six ans,.

« Le club, c'est un prolongement de ma famille. À sept ans, j'ai vraiment commencé à nager. Mais j'étais gringalet, j'avais trop froid dans l'eau et j'ai arrêté un ou deux ans. Il n'y avait plus que pendant les vacances que je prenais du plaisir dans l'eau »

— Léon Marchand dans Le magazine L'Équipe en 2023.
Formé et entraîné par Nicolas Castel au sein du club toulousain jusqu'en 2021, Léon Marchand commence à s'entraîner avec des horaires aménagés vers 12 ou 13 ans,. S'il est polyvalent en crawl, en papillon en brasse et bon nageur sur de nombreuses distances, il n'est pas le meilleur nageur national de sa génération chez les benjamins, moins grand et puissant que certains de ses jeunes concurrents. En 2017, l'adolescent s'essaie au 400 m quatre nages sur les conseils de ses parents et se prend de passion pour l'épreuve. Parallèlement à son parcours sportif, il obtient un baccalauréat scientifique avec une mention très bien puis suit des études d'informatique à l'université Toulouse-III-Paul-Sabatier.
Il mesure 1,87 m, pour 77 kg.

### Carrière

#### 2019: champion de France et record de France du 400 mètres quatre nages
Le 18 avril 2019, lors des Championnats de France de natation 2019 à Rennes, en Ille-et-Vilaine, Léon Marchand est sacré champion de France du 200 mètres papillon. Il est cependant devancé sur cette course par le Suisse Jérémy Desplanches. Il est le premier à être sacré champion de France à moins de 17 ans. Le lendemain, il remporte la médaille de bronze sur le 200 m quatre nages, terminant derrière Jérémy Desplanches et les Français Samy Helmbacher et Clément Bidard.
En juillet, à l'occasion des championnats d'Europe juniors 2019 à Kazan, en Russie, il remporte une médaille de bronze sur le 400 m quatre nages et sur le 200 m brasse. En août, lors des championnats du monde juniors de natation 2019 à Budapest, en Hongrie, il remporte la médaille de bronze sur le 400 m quatre nages. À cette occasion, il s'empare, en 4 min 16 s 37 centièmes, du record de France détenu depuis 2009 par Anthony Pannier (4 min 16 s 97 centièmes).

#### 2020: deux nouveaux titres de champion de France
Dès le début des années 2020, Léon Marchand est atteint d'un mal-être évoquant un burn-out et s'interroge sur la poursuite de sa carrière. Il profite du confinement lié à la pandémie de Covid-19, qui décale les Jeux olympiques d'été de 2020 à Tokyo d'un an, pour retrouver des plaisirs simples et entamer une collaboration avec un préparateur mental, Thomas Sammut,.
En décembre 2020, lors des championnats de France de natation 2020 à Saint-Raphaël, dans le Var, Léon Marchand est à nouveau sacré champion de France du 200 mètres papillon en remportant la course en 1 min 56 s 63 centièmes.
Il est également sacré champion de France du 200 mètres quatre nages en terminant en 2 min 1 s 29 centièmes, devancé uniquement par le Suisse Jérémy Desplanches.
Il remporte la médaille d'argent sur le 100 mètres papillon en terminant derrière Jérémy Desplanches et le Français Mehdy Metella et sur le 400 mètres quatre nages en terminant derrière le Français Émilien Mattenet.

#### 2021: triple champion de France et découverte des Jeux olympiques
En mars 2021, lors du meeting Open Méditerranée - Golden Tour Camille Muffat à Marseille, il améliore son record de France du 400 m quatre nages (il l'avait battu une première fois lors de la finale des Mondiaux Juniors de 2019), le faisant passer à 4 min 14 s 97 centièmes.
En juin 2021, lors des championnats de France à Chartres, il bat de plus de cinq secondes son record de France du 400 m quatre nages en réalisant un temps de 4 min 9 s 65 centièmes, soit la deuxième meilleure performance mondiale de l'année. Il s'impose également sur le 200 mètres quatre nages en 1 min 58 s 3 centièmes et sur le 200 mètres papillon en 1 min 55 s 40 centièmes, conservant ses titres.
Lors des Jeux olympiques à Tokyo, Léon Marchand prend part au 200 mètres quatre nages (série), 200 mètres papillon (demi-finale) et au 400 mètres quatre nages où il va jusqu'en finale et prend la sixième place,.

#### 2022: première saison terminée aux États-Unis et champion du monde en grand bassin
En septembre 2020, il annonce qu'il part étudier à l'université d'État de l'Arizona (ASU) et s'entraîner dans le club de celle-ci, les Sun Devils d'Arizona State, après les Jeux de Tokyo. Poussé par ses parents, tous deux anciens nageurs qui ont eu la même expérience américaine, Léon Marchand y pose ses valises en août 2021 après avoir envisagé en premier choix l'université de Californie à Berkeley ou de Stanford mais la crainte de ne pas obtenir de bourse lui fait changer ses plans. Il justifie ainsi son choix par sa volonté d'être entraîné par Bob Bowman, le mentor de Michael Phelps. « J'ai envoyé un mail à Arizona State et c'est Bob Bowman qui m'a répondu. C'était vraiment cool. Ça m'a fait bizarre mais c'était sympa. On a fait un Skype avec lui, et tout s'est très bien passé »,. Le 24 mars 2022, Léon Marchand remporte en 1 min 37 s 69 centièmes le 200 yards quatre nages (182 m) aux championnats universitaires américains battant ainsi de près d'une demi-seconde le record de l'épreuve détenu depuis plusieurs années par Caeleb Dressel (1 min 38 s 13 centièmes),.
En avril 2022, à l'occasion du Grand Prix de San Antonio aux États-Unis, il s'impose lors du 400 mètres quatre nages en 4 min 10 s 38 centièmes réalisant la meilleure performance de l'année. D'abord annulée pour une faute en virage, la victoire de Léon Marchand est finalement validée le lendemain après examen vidéo. Lors de cette compétition, il termine 2e du 200 mètres quatre nages en 1 min 56 s 95 centièmes, battant le record de France détenu depuis 2013 par Jérémy Stravius (1 min 57 s 89 centièmes). Enfin, il remporte le 200 m brasse avec un nouveau record personnel en 2 min 9 s 24 centièmes. Ses performances dans ces trois épreuves lui permettent de réaliser les minima pour se qualifier aux championnats du monde 2022 à Budapest et aux championnats d'Europe 2022 à Rome,.
En juin 2022, il devient champion du monde du 400 m quatre nages lors des Mondiaux de Budapest. Il pulvérise à cette occasion son record personnel de près de cinq secondes en nageant en 4 min 4 s 28 centièmes, ce qui constitue un record de France, un record d'Europe, un record des Championnats du monde ainsi que la deuxième meilleure performance mondiale de tous les temps sur cette discipline, à moins d'une demi-seconde du record établi par Michael Phelps,. Il prend ensuite la médaille d'argent du 200 m papillon en s'inclinant en finale face au Hongrois Kristóf Milák, très dominateur devant son public et auteur du record du monde. Avec un temps de 1 min 54 s 32 centièmes, il s'empare en demi-finale du record de France détenu par Franck Esposito. Il l'améliore ensuite en finale avec un temps de 1 min 53 s 37 centièmes. Enfin, il est sacré champion du monde du 200 m quatre nages. Durant la compétition, il améliore par deux fois son record de France, avec un temps de 1 min 55 s 75 centièmes en demi-finale, puis 1 min 55 s 22 centièmes en finale. En cumulant les victoires sur le 200 m et le 400 m quatre nages, il devient le troisième nageur français double médaillé d'or individuel lors d'une même édition des championnats du monde après Laure Manaudou (200 m et 400 m nage libre en 2007) et son frère Florent Manaudou (50 m nage libre et papillon en 2015).
Il renonce aux Championnats d'Europe disputés à Rome en août. Le 23 juillet 2022, lors des championnats d'Espagne Open d'Été à Sabadell, Marchand bat le record de France du 200 mètres brasse d'Hugues Duboscq de 18 centièmes et le porte à 2 min 8 s 76 centièmes.

#### 2023: année historique
Le 21 janvier 2023, Léon Marchand bat le record du 400 yards quatre nages en réalisant 3 min 31 s 84 centièmes. Également détenteur du record du 200 yards quatre nages, il est le premier nageur depuis Michael Phelps à détenir ces deux records simultanément. Le 4 février 2023, lors d'une rencontre universitaire entre l'université d'État de l'Arizona et l'université de l'Arizona, Léon Marchand réalise un temps de 4 min 7 s 81 centièmes sur le premier 500 yards nage libre de sa carrière en compétition officielle. Cette marque, la cinquième meilleure de l'histoire, impressionne les spécialistes car elle est établie à une période de l'année où les nageurs n'ont habituellement pas encore atteint leur meilleure forme.
Le 3 mars 2023, il améliore son record du 400 yards quatre nages en le nageant en 3 min 31 s 57 centièmes lors des finales de conférence Pac-12. Le lendemain, il bat le record de la compétition du 200 yards brasse en réalisant 1 min 47 s 67, marque précédemment détenue par Will Licon (en) (1 min 47 s 91 centièmes). Vainqueur du 200 yards quatre nages, 400 yards quatre nages, 200 yards brasse et des relais 4 × 50 yards quatre nages, 4 × 100 yards quatre nages et 4 × 200 yards nage libre, Léon Marchand participe grandement au succès des Sun Devils d'Arizona State. C'est ainsi la première fois de leur histoire que les Sun Devils remportent les finales de conférence Pac-12. Le 22 mars 2023, durant les championnats NCAA (en), Léon Marchand performe à nouveau. Lors de la première journée, il établit la meilleure marque lancée de l'histoire sur un 50 yards brasse (22 s 27 centièmes) lors du relais 4 × 50 yards quatre nages puis la meilleure marque lancée de l'histoire sur un 200 yards nage libre (1 min 28 s 42 centièmes) lors du relais 4 × 200 yards nage libre, surpassant largement l'ancienne performance de Dean Farris (en) (1 min 29 s 15 centièmes) datant de 2019. Le lendemain, il améliore considérablement son propre record National Collegiate Athletic Association (NCAA) du 200 yards quatre nages en le portant de 1 min 37 s 69 centièmes à 1 min 36 s 34 centièmes.
Le 24 mars 2023, il devient le premier homme à descendre sous les 3 min 30 s sur 400 yards quatre nages en nageant en 3 min 28 s 82, presque trois secondes de moins que son propre ancien record de 3 min 31 s 57. Un peu plus tard dans la soirée, il établit la meilleure marque lancée de l'histoire sur un 100 yards brasse lors du relais 4 × 100 yards quatre nages en le nageant en 49 s 23, surpassant l'ancien record de Kevin Cordes (49 s 56) établi en 2013. Le dernier jour, il améliore également l'un de ses autres records NCAA : celui du 200 yards brasse. Léon Marchand le porte ainsi de 1 min 47 s 67 à 1 min 46 s 91 avec un temps de passage à la mi-course en 50 s 65, un chrono qui l'aurait classé 3e du championnat sur 100 yards brasse et qui constitue par la même occasion le nouveau record de l'université d'État de l'Arizona sur la distance. Enfin, il contribue grandement au podium de son équipe sur le relais 4 × 100 yards nage libre en nageant ses 100 yards lancés en 40 s 55, la deuxième marque la plus rapide de la course parmi les quatre-vingt-seize nageurs engagés.
Au total, lors de la saison 2022-2023 de NCAA, Léon Marchand gagne l'ensemble des 26 courses individuelles auxquelles il prend part. Il est le premier nageur à réaliser un sans-faute sur un exercice entier dans le championnat universitaire américain depuis Natalie Coughlin en 2002-2003. Mi-avril 2023, il commence sa saison en grand bassin (de 50 mètres) lors de l'étape des Pro Swim Series de Westmont, dans l'Illinois. Il remporte les quatre courses auxquelles il prend part (400 m quatre nages, 200 m papillon, 200 m brasse et 200 mètres quatre nages). Lors de cette dernière épreuve, il efface notamment des tablettes le record de la compétition établi par Michael Phelps en 2012 (1 min 56 s 32) en l'améliorant de 64 centièmes (1 min 55 s 68).
Le 11 juin 2023, lors des championnats de France, il améliore de plus de deux secondes son record de France du 200 mètres brasse en grand bassin grâce à une marque de 2 min 6 s 59 qui le place à 64 centièmes du record du monde de la distance et qui en fait, par ailleurs, le quatrième meilleur performeur de tous les temps. Le lendemain, il est sacré champion de France du 200 m nage libre en 1 min 46 s 44. C'est ainsi la meilleure performance française sur la distance depuis Jérémy Stravius en 2016. Le 13 juin 2023, il s'adjuge le titre de champion de France du 200 m papillon. Les deux jours suivants, il gagne aisément le 200 m quatre nages puis le 400 mètres quatre nages, ce qui lui permet de conclure les championnats de France avec cinq titres remportés sur les cinq épreuves sur lesquelles il était engagé. À la veille des championnats du monde censés se dérouler le mois suivant à Fukuoka, au Japon, la presse de l'archipel le qualifie de « nouveau monstre » (新怪物, Shin Kaibutsu), en référence au surnom de Michael Phelps, « le monstre »,,,.
Le 23 juillet 2023, lors du premier jour des championnats du monde en grand bassin, il bat le record du monde du 400 m quatre nages de Michael Phelps (4 min 3 s 84) de plus d'une seconde (4 min 2 s 50). Cette précédente marque datait de 2008 et constituait le plus ancien record du monde encore actif. Le 26 juillet 2023, profitant de l'absence du tenant du titre, le Hongrois Kristóf Milák, il dompte le 200 m papillon, au terme d'une course maîtrisée de bout en bout. Il établit, à cette occasion, un nouveau record de France de la distance en 1 min 52 s 43. Le lendemain, il conserve son titre mondial sur le 200 m quatre nages en l'emportant (1 min 54 s 82) avec plus d'une seconde d'avance sur le deuxième, l'Américain Duncan Scott. Il en profite pour s'emparer du record d'Europe de la distance qui était détenu depuis 2009 par le Hongrois László Cseh et devenir le Français le plus titré en individuel aux championnats du monde (en dépassant les quatre titres de Camille Lacourt). Il est nommé meilleur nageur de la compétition.
En septembre 2023, son entraîneur aux États-Unis, Bob Bowman, n'est pas choisi pour diriger la sélection américaine aux Jeux olympiques de Paris 2024. Libéré de cette charge, le coach américain pourra accompagner Léon Marchand lors des JO. Il est désigné en fin d'année Champion des champions de L'Équipe (France).

#### 2024: quadruple champion olympique, titre NCAA et un record du monde

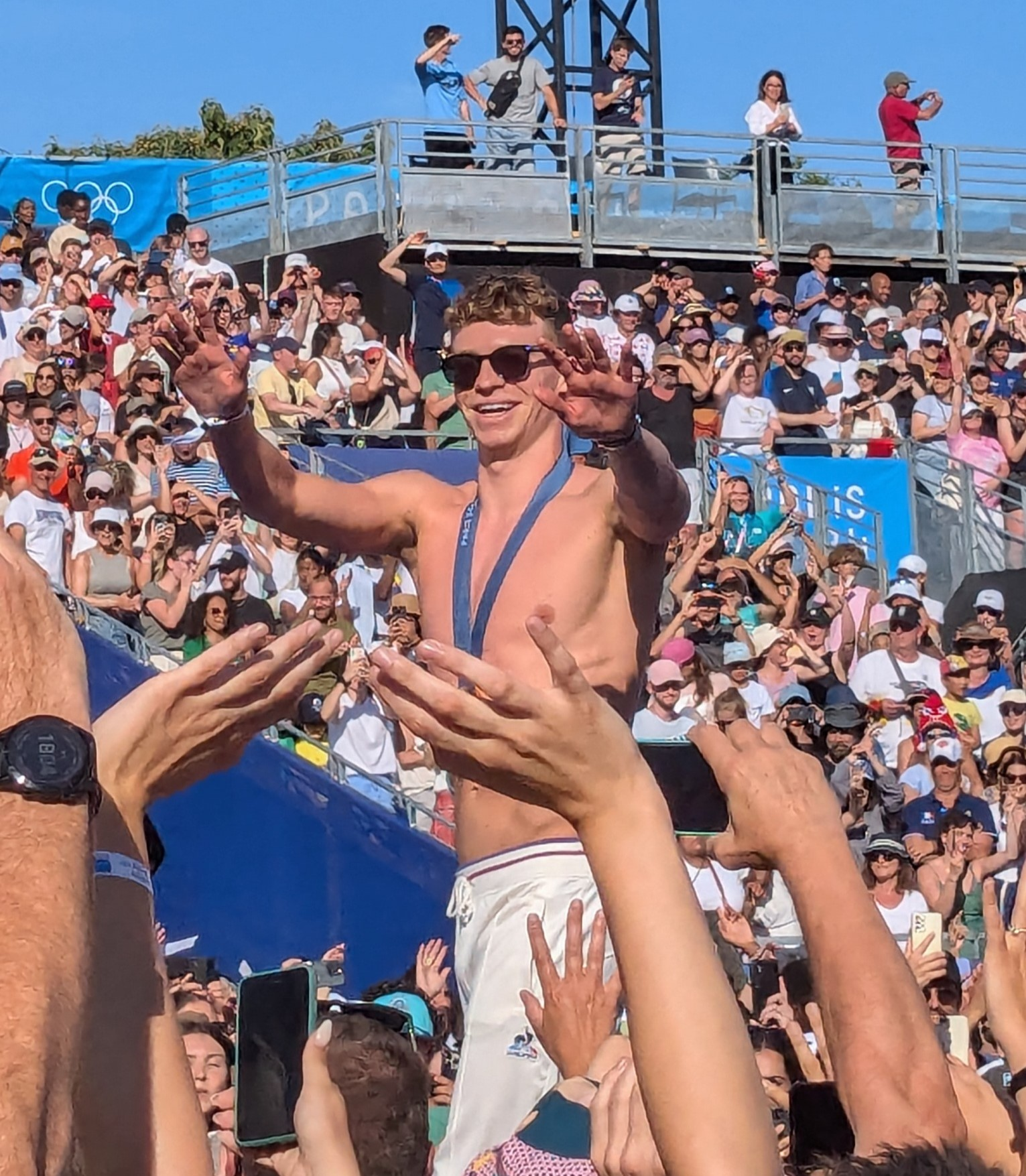
Léon Marchand acclamé par la foule au Parc des Champions pendant les Jeux olympiques de 2024.

En mars 2024, Léon Marchand participe aux championnats de la Pacific-12 Conference à Federal Way, dans l'État de Washington.
Le 6 mars 2024, avec ses coéquipiers des Sun Devils d'Arizona State, il remporte et bat le record du relais du 4 × 50 yards quatre nages (1 min 20 s 55) en parcourant ses 50 yards de brasse en 22 s 71. Dans la foulée, il s'impose également sur le relais du 4 × 200 yards nage libre (6 min 6 s 14) en nageant ses 200 yards en 1 min 30 s 43, un temps qui lui aurait permis de gagner l'épreuve individuelle du 200 yards nage libre de près d'une seconde et demie. Le lendemain, Léon Marchand fait le choix de nager le 500 yards nage libre au lieu du 200 yards quatre nage dont il détient le record de National Collegiate Athletic Association (NCAA). Malgré tout, il s'impose en finale (4 min 6 s 18) et bat de 14 centièmes le record NCAA de l'épreuve qui était jusque-là la possession du médaillé olympique du 400 mètres nage libre Kieran Smith.
Le 8 mars 2024, il gagne aisément le 400 yards quatre nages (3 min 34 s 66) puis l'emporte sur le relais 4 × 100 yards quatre nages (2 min 58 s 49) avec une portion de brasse nagée en 49 s 87, soit la plus rapide parmi les 6 participants. Le dernier jour, il est vainqueur du 200 yards brasse (1 min 48 s 60) avec plus de trois secondes d'avance sur David Schlicht (en) et établit par la même occasion la meilleure marque de la saison en NCAA. Enfin, il lance le relais du 4 × 100 yards nage libre des Sun Devils avec un temps personnel de 40 s 92 qui lui aurait largement suffi pour s'emparer de l'épreuve individuelle du 100 yards nage libre sur les championnats. Arizona State s'impose en 2 min 44 s 23 mais échoue à 16 centièmes du record NCAA appartenant aux Gators de la Floride. Vainqueur des trois épreuves individuelles et quatre relais sur lesquels il était engagé dans la compétition, Léon Marchand est élu meilleur nageur de la Pacific-12 Conference pour la troisième saison consécutive.
À la fin du mois de mars 2024 se tiennent les championnats NCAA (en) à Indianapolis, dans l'Indiana. Le 27 mars 2024, Léon Marchand bat le record du monde du 200 yards nage libre en lançant le relais 4 × 200 yards nage libre d'Arizona State qui se classe deuxième de la finale derrière les Golden Bears de la Californie. Le Français réalise le temps de 1 min 28 s 97 et devient le premier nageur de l'histoire à passer sous la barre des 89 secondes sur la distance, record qui sera battu de 16 centièmes deux jours plus tard par Luke Hobson. Le lendemain, il bat de près de 4 secondes son précédent record du monde du 500 yards nage libre en le portant à 4 min 2 s 31. Il s'adjuge ainsi son premier titre sur ces championnats.
Le 29 mars 2024, il remporte le relais 4 × 100 yards quatre nages (2 min 57 s 32, nouveau record du monde) en réalisant personnellement la meilleure marque lancée de l'histoire sur 100 yards brasse (48 s 73). Par ailleurs, il s'impose facilement en individuel sur 400 yards quatre nages (3 min 32 s 12). Le jour suivant, il améliore de plus d'une demi-seconde son record du monde du 200 yards brasse (1 min 46 s 35) puis il est couronné sur le relais 4 × 100 yards nage libre (2 min 43 s 40, nouveau record du monde). En lançant les Sun Devils, il effectue au passage le troisième meilleur temps de l'histoire sur cette distance de 100 yards (40 s 28),. À l'issue de la compétition, Léon Marchand et Arizona State remportent leur premier titre de NCAA. Il est également élu meilleur nageur de l'année en première division NCAA par l'association américaine des entraîneurs universitaires de natation et plongeon (CSCAA) pour la troisième année de suite.
Le 1er avril 2024, Bob Bowman est nommé directeur de l'université du Texas à Austin,,. Douze jours plus tard, ce dernier annonce que Léon Marchand va passer professionnel à partir de la rentrée 2024 et le suivre pour s'entraîner au sein des infrastructures de l'université du Texas. Le Français quitte ainsi le monde universitaire avec 17 victoires en championnats de la Pacific-12 Conference, 10 victoires en championnats NCAA, un titre collectif NCAA avec Arizona State et quatre records du monde toujours à son actif en bassin de 25 yards.
Le 25 mai 2024, lors du CA NOVA-Speedo Grand Challenge se déroulant à Irvine, en Californie, Léon Marchand améliore de près de deux secondes son record personnel sur le 100 mètres brasse, le passant de 1 min 1 s 2 à 59 s 06. Il devient le deuxième meilleur performeur français de tous les temps sur la distance derrière Hugues Duboscq. Dans la foulée, il s'impose sur 200 mètres quatre nages en 1 min 55 s 74, soit la meilleure performance mondiale de la saison.
Mi-juin 2024, lors des championnats de France, il s'impose en finale sur 400 mètres quatre nages, 200 mètres papillon et 200 mètres brasse avec des temps inférieurs aux minimas requis, ce qui lui permet de se qualifier pour les Jeux olympiques sur les distances.
À l'aube des Jeux olympiques de Paris 2024, la presse américaine, à travers le Wall Street Journal, désigne Léon Marchand comme le « nouveau Michael Phelps ».
Le 28 juillet 2024, Léon Marchand participe aux Jeux olympiques d'été de 2024 à Paris. Il remporte la médaille d'or sur le 400 mètres quatre nages et bat le record olympique à cette occasion avec un temps de 4 min 2 s 95 centièmes,,. Il devance le Japonais Tomoyuki Matsushita et l'Américain Carson Foster. Sa performance, la deuxième meilleure marque de l'histoire sur la distance, est suivie par 9,5 millions de téléspectateurs en direct sur France 2.
Le 31 juillet 2024, il concourt en finale du 200 mètres papillon puis du 200 mètres brasse à moins de deux heures d'intervalle. Étant donné le peu de temps entre ces deux épreuves, son entraîneur Bob Bowman souhaite initialement que son nageur ne dispute qu'une des deux épreuves contrairement à Marchand qui veut relever ce challenge. Ce dernier se rallie à cette position après la victoire de Léon Marchand sur le 400 mètres quatre nages. Léon Marchand remporte la finale du 200 mètres papillon en 1 min 51 s 21 centièmes, battant le record olympique,,. Il bat le Hongrois Kristóf Milák et le Canadien Ilya Kharun. Puis, il s'impose à nouveau en battant le record olympique lors de la finale du 200 mètres brasse en 2 min 5 s 85 centièmes,,. Il devance l'Australien Zac Stubblety-Cook et le Néerlandais Caspar Corbeau. Selon Michael Phelps, cette double performance constitue « le plus grand doublé de l’histoire du sport ». Il devient à cette occasion le cinquième Français à remporter trois titres individuels sur une même édition des Jeux olympiques.
Le 2 août 2024, Léon Marchand remporte sa quatrième médaille d'or au cours de la même olympiade, lors du 200 mètres quatre nages,,. Il établit un nouveau record olympique en 1 min 54 s 6 centièmes en devançant le Britannique Duncan Scott et le Chinois Shun Wang,. À l'issue de la course, il déclare : « être quatre fois champion olympique concrètement, devant 15 000 personnes qui scandent mon nom, avec beaucoup de pression sur mes épaules, je suis trop fier ». Le lendemain, avec Yohann Ndoye-Brouard, Marie Wattel et Béryl Gastaldello, il participe au relais 4 × 100 mètres quatre nages mixte et finit au pied du podium derrière les États-Unis, la Chine et l'Australie,. La France termine la course en 3 min 40 s 96 centièmes.
Le 4 août 2024, il remporte la médaille de bronze lors du relais 4 × 100 mètres quatre nages masculin en compagnie de Yohann Ndoye-Brouard, Maxime Grousset et Florent Manaudou,. Les Français terminent derrière la Chine et les États-Unis en 3 min 28 s 38 centièmes, battant au passage le record de France. Après sa dernière course de ces Jeux olympiques, il dit : « Cette médaille a autant de saveur que les autres, sauf que là, c'est partagé […] Partager ce truc avec ces gars-là, c'était dingue ». Par ailleurs, la performance hors norme de Léon Marchand consistant à décrocher plusieurs médailles d’or en des délais très courts (comme les deux médailles d’or obtenues en deux heures le 31 juillet 2024) a pu être mise au crédit de sa préparation mentale, qui, depuis 2020, s’appuie sur la recherche du plaisir dans la compétition et sur d’autres pratiques comme la cohérence cardiaque (récupération plus rapide, diminution du stress),. À la suite de ses différentes performances réalisées, il est considéré comme l'un des héros de ces Jeux olympiques d'été,.
À l'issue de ces Jeux olympiques de Paris, Léon Marchand est le seul athlète à avoir glané quatre médailles d'or, soit le quart des médailles d'or de la délégation française,. Avec ses cinq médailles remportées au total, il n'est cependant pas le sportif le plus décoré de la compétition. En effet, la nageuse chinoise Zhang Yufei repart de la capitale française avec six médailles à son cou (une en argent et cinq en bronze). Léon Marchand reste celui qui a eu le plus de médailles d'or lors de cette édition des Jeux. Le 11 août 2024, lors de la cérémonie de clôture de ces Jeux, il est désigné pour récupérer la flamme olympique située dans le jardin des Tuileries et éteindre la vasque,. Devant plus de 70 000 spectateurs, la flamme olympique arrive ensuite au Stade de France. Puis, entouré de six athlètes représentant chacun un continent et l'équipe des réfugiés, Léon Marchand souffle sur la flamme de la lanterne pour l'éteindre symboliquement,.
En octobre, Léon Marchand reprend la compétition à Shanghai lors de la Coupe du monde de natation FINA dans la perspective des championnats du monde en petit bassin de Budapest. Il s'impose tout d'abord le 18 octobre sur le 100 mètres quatre nages en 50 s 65 centièmes soit un nouveau record de France et la quatrième meilleure performance de l'histoire de cette épreuve. Le lendemain, sur 200 mètres quatre nages, il bat le record de France en séries puis le record d'Europe lors de sa victoire en finale avec un temps de 1 min 50 s 30 centièmes. Il termine cette étape de Coupe du monde par deux nouveaux records de France, sur 400 mètres quatre nages qu'il remporte en 4 min 0 s 03 centièmes puis sur 200 m brasse où il réalise 2 min 2 s 99 centièmes, terminant quatrième de la finale,. La semaine suivante, il commence l'étape d'Incheon par une victoire ex-aequo avec Noè Ponti sur le 100 mètres quatre nages en 51 s 0 centième. Le deuxième jour, il est éliminé en séries du 100 mètres nage libre avant de remporter le 200 mètres quatre nages en 1 min 50 s 91 centièmes. Il termine cette étape par une nouvelle victoire sur 400 mètres quatre nages en abaissant le record de France à 3 min 58 s 30 centièmes. À Singapour, où a lieu la troisième étape de la Coupe du monde, il établit tout d'abord un nouveau record d'Europe sur 100 mètres 4 nages en 49 s 92 centièmes et devient le second nageur à passer sous la marque des 50 secondes sur cette distance, le premier étant l'Américain Caeleb Dressel. Le lendemain, il réalise 1 min 48 s 88 centièmes sur 200 mètres 4 nages, soit un nouveau record du monde de la distance, 75 centièmes de moins que le temps réalisé par Ryan Lochte en 2012. Le dernier jour, il gagne le 400 mètres 4 nages, se classe deuxième du 200 mètres nage libre et termine premier du classement général de la Coupe du monde. Se disant « épuisé » et ayant été blessé à une épaule, Léon Marchand annonce à la fin du mois de novembre renoncer à participer aux Mondiaux en petit bassin,. Il est désigné comme l'année précédente Champion des champions de L'Équipe (France).

#### 2025: déménagement au Texas et nouveau titre mondial
Léon Marchand décide de partir en Australie en début d'année pour « deux à trois mois » avant de retourner s'entraîner aux États-Unis avec Bob Bowman,,. Il y travaille sous la direction de Dean Boxall, entraîneur notamment d'Ariarne Titmus, tout particulièrement le crawl. Sa session australienne est perturbée par une fracture de fatigue à une côte, le contraignant à plusieurs jours d'arrêt,. Aux États-Unis, le nageur toulousain s'installe au Texas, là où exerce désormais Bob Bowman, pour « pouvoir [s]'entraîner normalement et retrouver [sa] zone de confort ». Il annonce reprendre la compétition à l'occasion des Tyr Pro Series à Fort Lauderdale, en Floride, où il s'aligne sur deux épreuves qui ne sont pas habituelles pour lui, le 200 et le 400 mètres nage libre,,. Le 1er mai, il termine à la troisième place de la finale A du 400 mètres nage libre relevée en 3 min 48 s 97 centièmes. Le lendemain, il est huitième du 200 mètres nage libre et deuxième du 400 mètres quatre nages en 4 min 13 s 86 centièmes, battu de 19 centièmes par Robert Finke. En réalisant 1 min 57 s 27 centièmes, il est également battu sur 200 mètres quatre nages, cette fois par Shaine Casas.
La Fédération française de natation (FFN) annonce en mai la dispense de participation de Léon Marchand aux championnats de France ayant lieu à Montpellier du 14 au 19 juin et qui sont en théorie un passage obligé pour se qualifier pour les championnats du monde. La FFN déclare avoir eu une « attention particulière à sa situation » et pris une décision « exceptionnelle et propre à cette année post-olympique ». Pour participer aux Mondiaux, Marchand est toutefois tenu de valider les minima sur d'autres compétitions, chose déjà réussie à Fort Lauderdale sur 200 mètres quatre nages,. En compétition mi-mai à Austin, il ne parvient pas à réaliser les minima sur 400 mètres nage libre et les réussit sur 400 mètres quatre nages, une épreuve qu'il remporte. Il gagne également le 200 mètres brasse en réussissant les minima. Fin juin, lors de l'Indy Summer Cup d'Indianapolis, il s'impose sur 100 mètres brasse et 200 mètres quatre nages, termine deuxième du 200 mètres dos derrière Hubert Kós et septième du 100 mètres nage libre.
Une semaine avant le début des Mondiaux, il déclare forfait pour le 200 mètres brasse et le 200 mètres papillon et confirme sa participation aux deux épreuves individuelles de quatre nages. Lors de ceux-ci, sa première épreuve est le 200 mètres quatre nages. Le 30 juillet, il réalise 1 min 52 s 69 en demi-finale, ce qui constitue un nouveau record du monde, succédant ainsi au temps de 1 min 54 s 00 de Ryan Lochte datant de 2011. Le lendemain, il remporte la finale en 1 min 53 s 68 et devance deux de ses partenaires d'entraînement, Shaine Casas et Hubert Kós.
Le 16 avril 2025, il est nommé parmi les 100 personnalités les plus influentes du monde d'après le Time Magazine,,.

## Caractéristiques du nageur

### Physique
Léon Marchand a un physique grand et plutôt filiforme et n'est pas très musclé, il est d'ailleurs plus petit et moins lourd que les autres nageurs. En outre, il n'a pas des hanches très larges ce qui lui confère un « physique de torpille » selon son entraineur Bob Bowman et lui donnerait un physique parfait pour les coulées,.

### Technique de nage
Léon Marchand s'appuie sur des coulées impressionnantes pour gagner ses courses. Il est capable de maintenir des longues coulées tout au long de la course, réussissant une coulée de 14 mètres dans la dernière longueur de la finale du 400 m 4 nages des Championnats du monde de Fukuoka 2023 ainsi qu'aux Jeux olympiques de Paris 2024.

### Spécialités
Léon Marchand est un spécialiste des épreuves de brasse, papillon et 4 nages à partir de 200 mètres. Il est particulièrement performant dans les épreuves de 200 mètres et 400 mètres 4 nages où sa domination en brasse et en papillon et ses longues coulées lui permettent de faire la différence face à ses adversaires.

## Palmarès

### Jeux olympiques
| Édition    | Épreuve                   | Épreuve                                | Épreuve                          | Épreuve              | Épreuve                                          | Épreuve                                      |
| Édition    | 200 m brasse              | 200 m papillon                         | 200 m 4 nages                    | 400 m 4 nages        | Relais 4 × 100 m 4 nages masculin                | Relais 4 × 100 m 4 nages mixte               |
| Tokyo 2021 | —                         | 14e 8e de sa demi-finale 1 min 55 s 68 | 18e 6e de sa série 1 min 58 s 30 | 6e 4 min 11 s 16     | 10e 3 min 33 s 41 TP en papillon : 52 s 5        | —                                            |
| Paris 2024 | Or 2 min 5 s 85 (RE) (RO) | Or 1 min 51 s 21 (RO)                  | Or 1 min 54 s 06 (RE) (RO)       | Or 4 min 2 s 95 (RO) | Bronze 3 min 28 s 38 (RF) TP en brasse : 58 s 62 | 4e 3 min 40 s 96 (RF) TP en brasse : 58 s 66 |

TP : temps personnel

### Championnats du monde
| Édition        | Épreuve                   | Épreuve               | Épreuve              | Épreuve                                          | Épreuve                              |
| Édition        | 200 m papillon            | 200 m 4 nages         | 400 m 4 nages        | Relais 4 × 100 m 4 nages masculin                | Relais 4 × 200 m nage libre masculin |
| Budapest 2022  | Argent 1 min 53 s 37 (RF) | Or 1 min 55 s 22 (RF) | Or 4 min 4 s 28 (RE) | 5e 3 min 32 s 37 TP en papillon : 51 s 50        | 7e 7 min 8 s 78 TP : 1 min 47 s 59   |
| Fukuoka 2023   | Or 1 min 52 s 43 (RF)     | Or 1 min 54 s 82 (RE) | Or 4 min 2 s 50 (RM) | 4e 3 min 29 s 88 TP en brasse : 59 s 00          | 4e 7 min 3 s 86 TP : 1 min 44 s 89   |
| Singapour 2025 | —                         | Or 1 min 53 s 68      | Or 4 min 4 s 73      | Argent 3 min 27 s 96 (RF) TP en brasse : 58 s 44 | 6e 7 min 3 s 69 TP : 1 min 44 s 34   |

TP : temps personnel

### Championnats de France
| Édition            | Épreuve        | Épreuve          | Épreuve             | Épreuve             | Épreuve              | Épreuve          |
| Édition            | 100 m papillon | 200 m papillon   | 200 m 4 nages       | 400 m 4 nages       | 200 m brasse         | 200 m nage libre |
| Rennes 2019        | —              | Or 1 min 58 s 60 | Bronze 2 min 1 s 22 | —                   | —                    | —                |
| Saint-Raphaël 2020 | Argent 52 s 89 | Or 1 min 56 s 63 | Or 2 min 1 s 29     | Argent 4 min 19 s 5 | —                    | —                |
| Chartres 2021      | —              | Or 1 min 55 s 40 | Or 1 min 58 s 3     | Or 4 min 9 s 65     | —                    | —                |
| Rennes 2023        | —              | Or 1 min 55 s 79 | Or 1 min 56 s 25    | Or 4 min 10 s 57    | Or 2 min 6 s 59 (RF) | Or 1 min 46 s 44 |
| Chartres 2024      | —              | Or 1 min 54 s 8  | Or 1 min 56 s 33    | Or 4 min 10 s 62    | Or 2 min 8 s 95      | —                |

RF : record de France

### Championnats NCAA
| Édition                | Épreuve               | Épreuve               | Épreuve               | Épreuve              | Épreuve                       | Épreuve                                            | Épreuve                            | Épreuve                                             | Épreuve                                       |
| Édition                | 200 yd brasse         | 200 yd 4 nages        | 400 yd 4 nages        | 500 yd nage libre    | Relais 4 × 50 yd nage libre   | Relais 4 × 50 yd quatre nages                      | Relais 4 × 100 yd nage libre       | Relais 4 × 100 yd quatre nages                      | Relais 4 × 200 yd nage libre                  |
| Atlanta 2022 (en)      | Or 1 min 48 s 20      | Or 1 min 37 s 69 (RM) | Argent 3 min 34 s 08  | —                    | 6e 1 min 14 s 85 TP : 18 s 41 | —                                                  | Argent 2 min 46 s 40 TP : 41 s 31  | 8e 3 min 2 s 81 TP en crawl : 40 s 98               | 5e 6 min 7 s 32 TP : 1 min 29 s 96            |
| Minnesota 2023 (en)    | Or 1 min 46 s 91 (RM) | Or 1 min 36 s 34 (RM) | Or 3 min 28 s 82 (RM) | —                    | —                             | Argent 1 min 21 s 07 TP en brasse : 22 s 27 (MMLH) | Bronze 2 min 45 s 12 TP : 40 s 55  | Bronze 2 min 59 s 18 TP en brasse : 49 s 23 (MMLH)  | Argent 6 min 5 s 08 TP : 1 min 28 s 42 (MMLH) |
| Indianapolis 2024 (en) | Or 1 min 46 s 35 (RM) | —                     | Or 3 min 32 s 12      | Or 4 min 2 s 31 (RM) | —                             | Argent 1 min 20 s 55 TP en brasse : 22 s 59        | Or 2 min 43 s 40 (RM) TP : 40 s 28 | Or 2 min 57 s 32 (RM) TP en brasse : 48 s 73 (MMLH) | Argent 6 min 4 s 95 TP : 1 min 28 s 97 (RM)   |

RM : record du monde
TP : temps personnel 
MMLH : meilleure marque lancée de l'histoire

### Championnats du monde juniors
- Championnats du monde juniors 2019 à Budapest :
  -  Médaille de bronze du 400 mètres quatre nages.

### Championnats d'Europe juniors
- Championnats d'Europe juniors 2019 à Kazan :
  -  Médaille de bronze du 200 mètres brasse.
  -  Médaille de bronze du 400 mètres quatre nages.

## Records individuels

### Records de France
Ce tableau détaille les records de France de Léon Marchand au 30 juillet 2025.
| Épreuve            | Temps         | Compétition                            | Lieu           | Date            |
| 400 m quatre nages | 4 min 2 s 50  | Championnats du monde de natation 2023 | Fukuoka, Japon | 23 juillet 2023 |
| 200 m quatre nages | 1 min 52 s 69 | Championnats du monde de natation 2025 | Singapour      | 30 juillet 2025 |
| 200 m papillon     | 1 min 51 s 21 | Jeux olympiques 2024                   | Paris, France  | 31 juillet 2024 |
| 200 m brasse       | 2 min 5 s 85  | Jeux olympiques 2024                   | Paris, France  | 31 juillet 2024 |

| Épreuve            | Temps         | Compétition    | Lieu                  | Date              |
| 100 m quatre nages | 49 s 92       | Coupe du monde | Singapour             | 31 octobre 2024   |
| 200 m quatre nages | 1 min 48 s 88 | Coupe du monde | Singapour             | 1er novembre 2024 |
| 400 m quatre nages | 3 min 58 s 30 | Coupe du monde | Incheon, Corée du Sud | 26 octobre 2024   |
| 200 m brasse       | 2 min 2 s 99  | Coupe du monde | Shanghai, Chine       | 20 octobre 2024   |

### Records d'Europe
Ce tableau détaille les records d'Europe de Léon Marchand au 30 juillet 2025.
| Épreuve            | Temps         | Compétition                            | Lieu           | Date            |
| 400 m quatre nages | 4 min 2 s 50  | Championnats du monde de natation 2023 | Fukuoka, Japon | 23 juillet 2023 |
| 200 m quatre nages | 1 min 52 s 69 | Championnats du monde de natation 2025 | Singapour      | 30 juillet 2025 |
| 200 m brasse       | 2 min 5 s 85  | Jeux olympiques 2024                   | Paris, France  | 31 juillet 2024 |

| Épreuve            | Temps         | Compétition    | Lieu      | Date              |
| 100 m quatre nages | 49 s 92       | Coupe du monde | Singapour | 31 octobre 2024   |
| 200 m quatre nages | 1 min 48 s 88 | Coupe du monde | Singapour | 1er novembre 2024 |

### Records du monde
Ces tableaux détaillent les records du monde détenus par Léon Marchand au 30 juillet 2025.
| Épreuve            | Temps         | Compétition                            | Lieu           | Date            |
| 400 m quatre nages | 4 min 2 s 50  | Championnats du monde de natation 2023 | Fukuoka, Japon | 23 juillet 2023 |
| 200 m quatre nages | 1 min 52 s 69 | Championnats du monde de natation 2025 | Singapour      | 30 juillet 2025 |

| Épreuve            | Temps         | Compétition    | Lieu      | Date              |
| 200 m quatre nages | 1 min 48 s 88 | Coupe du monde | Singapour | 1er novembre 2024 |

| Épreuve             | Temps         | Compétition            | Lieu                   | Date         |
| 200 yd quatre nages | 1 min 36 s 34 | Championnats NCAA (en) | Minneapolis, Minnesota | 23 mars 2023 |
| 400 yd quatre nages | 3 min 28 s 82 | Championnats NCAA (en) | Minneapolis, Minnesota | 24 mars 2023 |
| 500 yd nage libre   | 4 min 2 s 31  | Championnats NCAA (en) | Indianapolis, Indiana  | 28 mars 2024 |
| 200 yd brasse       | 1 min 46 s 35 | Championnats NCAA (en) | Indianapolis, Indiana  | 30 mars 2024 |

### Records olympiques
Ces tableaux détaillent les records olympiques détenus par Léon Marchand au 2 août 2024.
| Épreuve            | Temps         | Compétition          | Lieu          | Date            |
| 400 m quatre nages | 4 min 2 s 95  | Jeux olympiques 2024 | Paris, France | 28 juillet 2024 |
| 200 m quatre nages | 1 min 54 s 06 | Jeux olympiques 2024 | Paris, France | 2 août 2024     |
| 200 m papillon     | 1 min 51 s 21 | Jeux olympiques 2024 | Paris, France | 31 juillet 2024 |
| 200 m brasse       | 2 min 5 s 85  | Jeux olympiques 2024 | Paris, France | 31 juillet 2024 |

## Sponsoring
Dans la perspective des Jeux olympiques d'été de 2024, Léon Marchand signe un partenariat à l'été 2023 avec LVMH. En juillet 2025, il s'engage avec l'équipementier américain Nike.

## Distinctions

### Décorations
Chevalier de la Légion d'honneur (décret du 23 septembre 2024).

### Prix et récompenses
- Champion des champions mondiaux de L'Équipe en 2024.
- Champion des champions français de L'Équipe en 2023 et 2024.
- Prix du Sportif international et français de l'année du site français Eurosport en 2024[164].
- Nageur mondial de l'année en 2023 et 2024.
- Nageur de l'année par World Aquatics en 2024[165].
- Membre du Time 100 par le magazine Time en 2025[154].